# Birni N'Gaouré
Birni N'Gaouré este un oraș din Niger.